# Diómedes Mayor

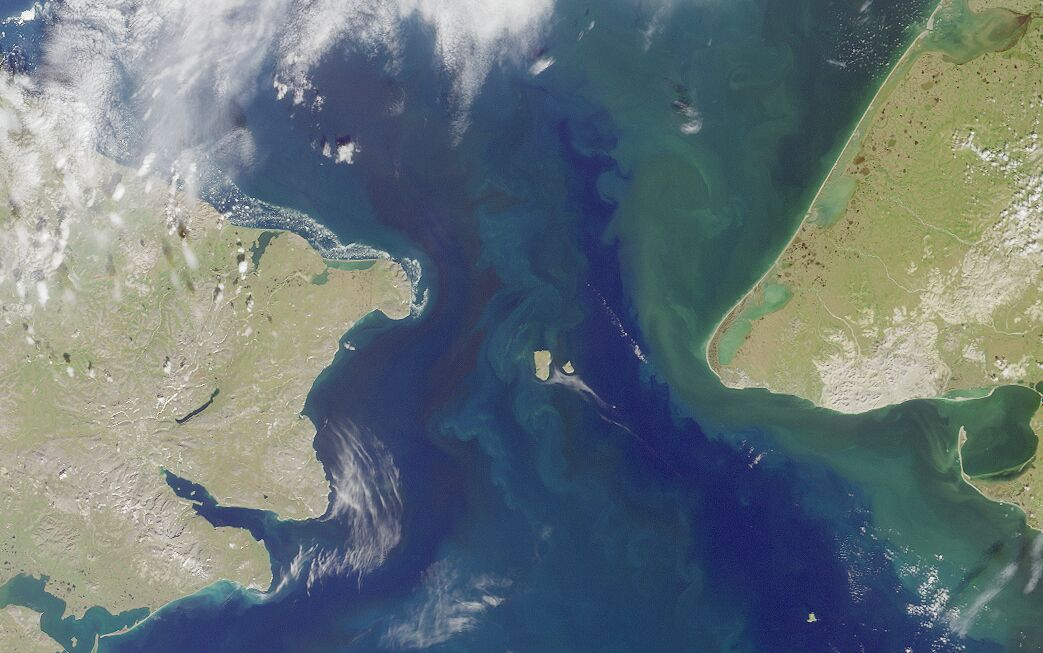
Foto satelital del estrecho de Bering, con las islas Diómedes en el centro.

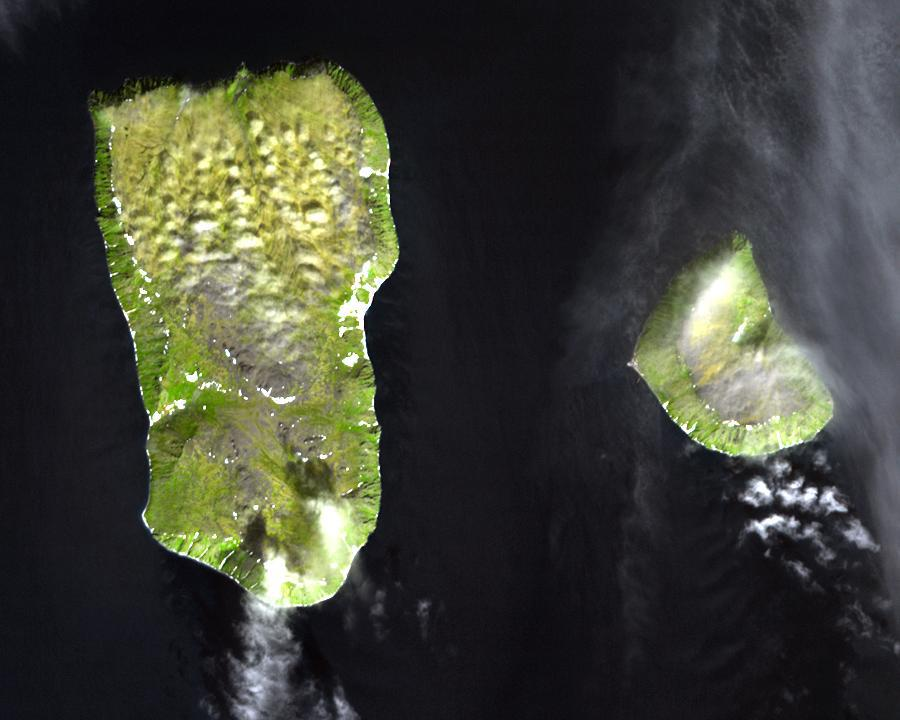
Foto satelital, con la Diómedes Mayor a la izquierda.

Diómedes Mayor (en ruso: Остров Ратманова, romanizado: Ostrov Ratmanova) es una isla, también conocida como isla Imaqliq, isla Nunarbuk o isla Ratmánov; es la isla más occidental y de mayor tamaño del archipiélago de las islas Diómedes.
Administrativamente, es parte del distrito autónomo de Chukotka, de la Federación Rusa. Se considera el límite oriental de Rusia y el occidental de América.

## Historia
La isla fue habitada originalmente por esquimales que hablaban una lengua iñupiaq. El nombre inupiaq de la aldea era Imaqliq y el de la isla menor es Imaqliq, que significa "el otro" o "el de allí". El sitio actual de esta aldea, que algunos arqueólogos creen que tiene 3000 años o más, fue originalmente un sitio de caza de primavera y gradualmente se fue habitando como un asentamiento permanente. Los exploradores occidentales encontraron que los esquimales de Diómedes tenían una cultura avanzada, practicando elaboradas ceremonias de caza de ballenas.
El primer europeo en llegar a la isla fue el explorador ruso Semión Ivánovich Dezhniov, en 1648. Vitus Jonassen Bering desembarcó en las Islas Diómedes el 16 de agosto de 1728, día en que la Iglesia Ortodoxa Rusa celebra la memoria del mártir San Diómedes. En 1732, el geodesista ruso Mijaíl Gvózdev trazó el mapa de la isla.
Antes de la Segunda Guerra Mundial, los iñupiat viajaban libremente entre ambas islas. Durante la Segunda Guerra Mundial, Diomedes Mayor se convirtió en una base militar y permaneció así durante algún tiempo durante la Guerra Fría. Después de la Segunda Guerra Mundial, fue desplazada primero la población nativa de la isla y luego la de la aldea Naukan del cabo Dezhneva y asentadas en Lorino y Lavrentiya, en Chukotka, donde ahora, los que no han migrado a lugares distantes han adoptado una lengua yupik. Actualmente hay una estación meteorológica rusa y una base del Servicio de Fronteras de Rusia.